# مبنى المكتب الرئاسي (تايوان)
مبنى المكتب الرئاسي (التايوان) هو مكان عمل رئيس جمهورية الصين (تايوان)، ويقع في منطقة تشونغتشنغ في العاصمة الوطنية تايبيه. تم تصميم هذا المبنى ذو الطراز الباروكي من قبل المهندس المعماري أوهيجي ناغانو خلال فترة الحكم الياباني لتايوان (1895-1945). كان المبنى في الأصل يضم مكتب الحاكم العام لتايوان. تعرض المبنى لأضرار خلال قصف الحلفاء في الحرب العالمية الثانية، وتم ترميمه بعد الحرب من قبل تشين يي، حاكم مقاطعة تايوان. أصبح المبنى مكتب الرئاسة في عام 1950 بعد أن فقدت حكومة جمهورية الصين السيطرة على الصين القارية ونقلت العاصمة الوطنية إلى تايبيه في نهاية الحرب الأهلية الصينية. في الوقت الحاضر، يعد هذا المبنى ذو رمزًا للحكومة ومعلمًا تاريخيًا شهيرًا في وسط مدينة تايبيه.